# Cantone di Dax-Nord
Il Cantone di Dax-Nord era una divisione amministrativa dell'arrondissement di Dax.
È stato soppresso a seguito della riforma complessiva dei cantoni del 2014 (che è entrata in vigore con le elezioni dipartimentali del 2015), e comprendeva parte della città di Dax e i comuni di:
- Angoumé
- Gourbera
- Herm
- Mées
- Rivière-Saas-et-Gourby
- Saint-Paul-lès-Dax
- Saint-Vincent-de-Paul
- Saubusse
- Téthieu